# 滋賀県道295号市場野田鴨線
滋賀県道295号市場野田鴨線（しがけんどう295ごう いちばのだかもせん）は、滋賀県高島市を通る一般県道である。

## 概要
高島市朽木市場から高島市鴨に至る。
高島市朽木市場で国道367号から分岐し、船橋で安曇川を渡って入部谷越（にゅうぶだにごえ、にゅうだにごえ）を経て旧高島町に至る。入部谷越の峠には沢トンネルがある。その後、武曽横山から鴨川左岸を経て、鴨で福井県道・滋賀県道23号小浜朽木高島線と合流する。
朽木側は朽木スキー場などの観光施設がありアクセス道路として快走路となっているが、沢トンネルからの山道は改良がなされておらず、滋賀県道297号安曇川高島線の交差点付近までは冬季閉鎖区間となっていて、これらの施設へは湖西道路経由の福井県道・滋賀県道23号小浜朽木高島線で朽木側に出るように指示されている。

### 路線データ
- 起点：高島市朽木市場（国道367号交点）
- 終点：高島市鴨（福井県道・滋賀県道23号小浜朽木高島線交点）
- 総延長：13.7 km[2]

## 歴史
明治初期は安曇川沿いの道路ではなく入部谷越がよく利用され、人馬によって行きは木炭を村外に運搬し、帰りに生活物資を運ぶ交通が多かった。その後、1882年（明治15年）に太湖汽船が就航すると朽木村と大溝港とで行き来できる道路として重宝され、修学旅行や伊勢参り、京都への往来で盛んに利用された。その後、入部谷越の林道がそのまま県道となった。

## 路線状況

### 重複区間
- 滋賀県道297号安曇川高島線（高島市武曽横山）

### 道路施設

#### 橋梁
- 船橋（安曇川、高島市）
- 中道橋（鴨川、高島市）

#### トンネル
- 沢隧道：延長135 m、1962年（昭和37年）竣工、高島市

## 地理

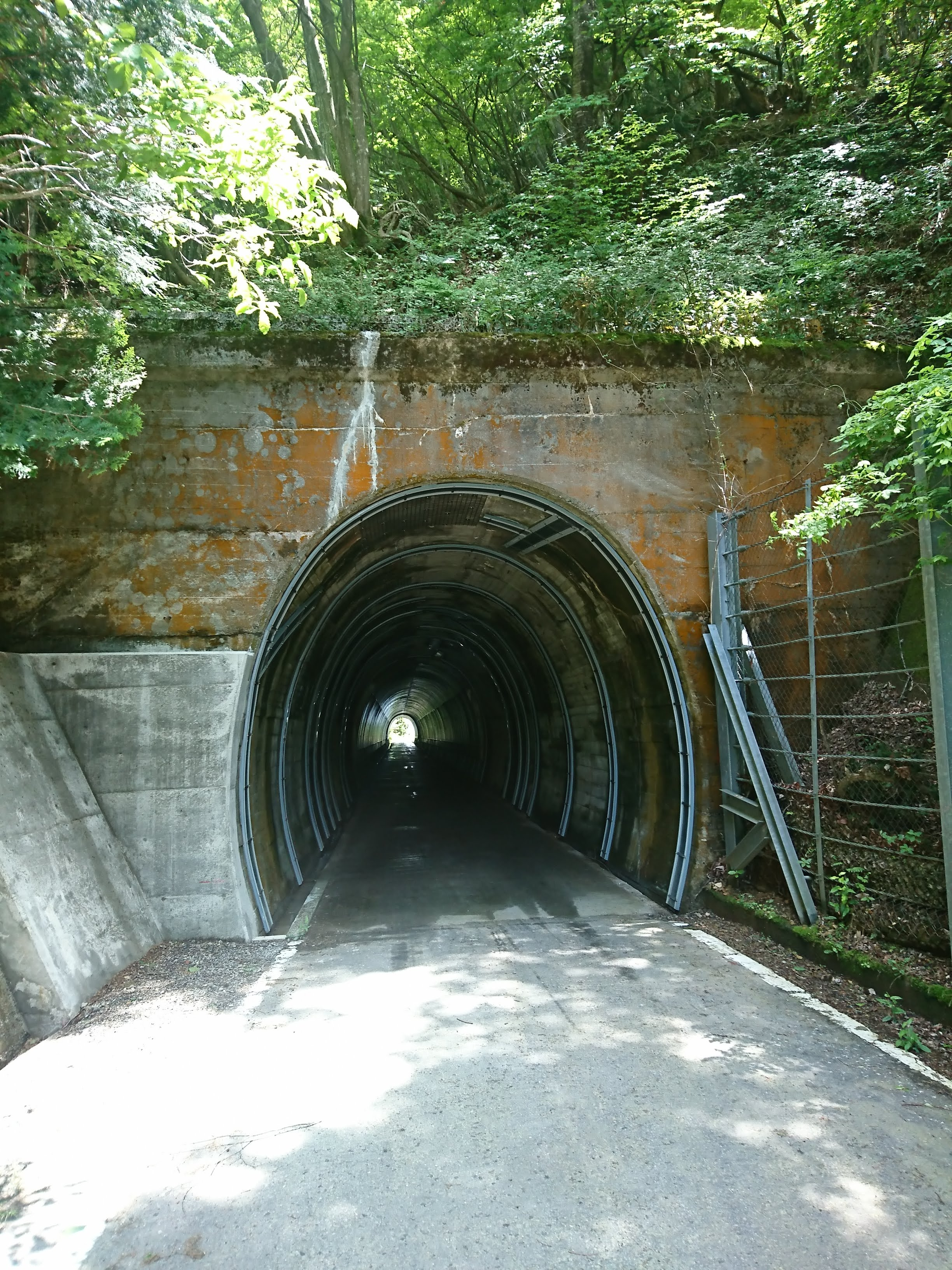
滋賀県道295号市場野田鴨線入部谷越のトンネル

### 通過する自治体
- 高島市

### 交差する道路
| 交差する道路                           | 交差する場所 | 交差する場所 |
| -------------------------------------- | ------------ | ------------ |
| 国道367号 / 若狭路＝鯖街道             | 朽木市場     | 起点         |
| 滋賀県道297号安曇川高島線 重複区間起点 | 武曽横山     |              |
| 滋賀県道297号安曇川高島線 重複区間終点 | 武曽横山     |              |
| 滋賀県道298号常磐木音羽線              | 野田         |              |
| 福井県道・滋賀県道23号小浜朽木高島線   | 鴨           | 終点         |

### 沿線
- 道の駅くつき新本陣（起点付近）
- 高島市立朽木中学校
- 高島市役所 朽木支所
- 桃源院
- 朽木オートキャンプ場
- グリーンパーク想い出の森
- 朽木スキー場
- 高島市立高島保育所
- 慈敬寺
- 高島市立歴史民俗資料館